# Pozorovatelna (album)
Pozorovatelna je druhé studiové album skupiny Jazz Q Praha. Původní vinylová LP deska vyšla v roce 1973 ve vydavatelství Panton pod katalogovým číslem 11 0285. Na CD bylo album vydáno v letech 2001, 2007 a 2018 (Sony Music/Bonton, Supraphon Music a.s., GAD records 2018).

## Seznam skladeb
| Strana 1 (LP) | Strana 1 (LP) | Strana 1 (LP)    | Strana 1 (LP) |
| Pořadí        | Název         | Autor            | Délka         |
| ------------- | ------------- | ---------------- | ------------- |
| 1.            | Pori 72       | Padrůněk, Andršt | 13:06         |
| 2.            | Pozorovatelna | Kratochvíl       | 6:48          |

| Strana 2 (LP) | Strana 2 (LP)  | Strana 2 (LP)        | Strana 2 (LP) |
| Pořadí        | Název          | Autor                | Délka         |
| ------------- | -------------- | -------------------- | ------------- |
| 3.            | Trifid         | Kratochvíl, Padrůněk | 9:27          |
| 4.            | Klobásové hody | Kratochvíl           | 5:48          |
| 5.            | Kartágo        | Andršt               | 4:35          |

| Bonusy na reedici z roku 2001 a 2007 (CD) | Bonusy na reedici z roku 2001 a 2007 (CD) | Bonusy na reedici z roku 2001 a 2007 (CD) | Bonusy na reedici z roku 2001 a 2007 (CD) |
| Pořadí                                    | Název                                     | Autor                                     | Délka                                     |
| ----------------------------------------- | ----------------------------------------- | ----------------------------------------- | ----------------------------------------- |
| 6.                                        | Walter L.                                 | Buton                                     | 5:43                                      |
| 7.                                        | Pozorovatelna II                          | Kratochvíl                                | 5:26                                      |
| 8.                                        | Kartágo II                                | Andršt                                    | 5:23                                      |
| 9.                                        | Percenta pro hnizdovku                    | Kratochvíl                                | 9:19                                      |
| Celková délka:                            | Celková délka:                            | Celková délka:                            | 66:42                                     |

## Obsazení
Jazz Q Praha
- Martin Kratochvíl – elektrické piano
- Luboš Andršt – kytara
- Vladimír Padrůněk – baskytara
- Michal Vrbovec – bicí (1-5, 7, 8)
- Václav Šírl – bicí (6, 9)

Hosté
- Joan Duggan – zpěv (3)
- Rudolf Chalupský – housle (5)